# Sucesión estocásticamente recursiva
En teoría de la probabilidad, una sucesión estocásticamente recursiva es una construcción que generaliza tanto la noción de recursividad introduciendo un elemento aleatorio como la noción de cadena de Márkov. Muchas series temporales pueden ser adecuadamente representadas mediante sucesiones estocásticamente recursivas, incluso los proceos de Márkov en tiempo discreto pueden son casos particulares de sucesiones estocásticamente recursivas.
Formalmente, una sucesión (Xn) de variables aleatorias en las que cada variable está relacionada con su antecesara mediante la relación:

{\displaystyle X_{n+1}=f(X_{n},\xi _{n})}

Dada una secuencia de este tipo se puede considerar una subsucesión finita dada por los pares {\displaystyle \{(X_{0},\xi _{0}),\dots (X_{k},\xi _{k})\}}, esta distribución viene definida por relaciones del tipo:

{\displaystyle {\begin{array}{l}\mathbb {P} (X_{l}\in A_{l};\xi _{l}\in B_{l};l=0,\dots ,k)=\dots \\\dots =\int _{B_{0}}\dots \int _{B_{k}}\mathbb {P} (\xi _{l}\in dy_{l},l=0,\dots ,k)\prod _{l=1}^{k}I(f_{l}(X_{0},y_{0},\dots ,y_{l})\in A_{l})\end{array}}}

Si las {\displaystyle \xi _{k}} son variables aleatorias independientes, entonces la sucesión estocásticamente recursiva es un proceso de Márkov en tiempo dicreto (cadena de Márkov). Si bien todos los procesos de Márkov en tiempo discreto resultan ser secuencias estocásticamente recursivas, al revés no es cierto, por lo que una secuencia de ese tipo es algo más general que un proceso de Márkov discreto.
El concepto de ergodicidad y de estacionariedad pueden ser aplicados de manera interesante a las sucesiones estocásticamente recursivas. El matemático ruso Alexandr A. Borovkov, cuyos principales resultados sobre este tipo de sucesiones son de la década de 1990, ha demostrado un conjunto importante de resultados usando esas nociones.